# Teraina
Teraina (Washington Island) je naseljeni koraljni otok u sastavu Kiribata.

## Zemljopis
Nalazi se u grupaciji Ekvatorskih otoka, sjeverozapadno od Tabuaerana.
Na području nekadašnje otočne lagune danas se nalazi slatkovodno jezero (istočni dio otoka) i tresetište (na zapadu). Jezero je površine od oko 2 km2 i maksimalne dubine od 10 m. Voda u njemu je mutna te se puni kišnicom koje godišnje padne oko 2.970 mm.
Dva tresetišta na zapadu, površine su od oko 1 km2. Kroz oba prolaze kanali koji su iskopani s namjerom isušivanja ali i lakšeg transporta.
Zbog grebena koji se proteže i do 500 metara od obale, pristup otoku s mora je otežan.

## Stanovništvo
Prema popisu iz 2005. godine na otoku je boravilo 1155 ljudi, 625 muškaraca i 530 žena u ukupno 198 domaćinstava. Najveće naselje na otoku je Tangkore s populacijom od 203, slijede: Matanibike (191), Arabata (190), Onauea (176), Kauamwemwe (106), Mwakeitari (92), Abaiang (91), Uteute (72) i Kaaitara (34).
| broj stanovnika | 451   | 936   | 978   | 1087  | 1155  |
|                 | 1985. | 1990. | 1995. | 2000. | 2005. |

## Galerija
- Kanal
- Kuća na otoku

## Vanjske poveznice
|  | Zajednički poslužitelj ima još gradiva o temi Teraina |